# Antonio Correa Veglison
Antonio Federico de Correa y Veglison iii marqués de las Riberas de Boconó y Masparro (Comillas, 31 de agosto de 1904-Madrid, 26 de septiembre de 1971) fue un militar y político tradicionalista español, activo durante la guerra civil y la dictadura franquista, período durante el cual desempeñó los cargos de gobernador civil de Gerona, Navarra, Jaén y Barcelona y el de delegado nacional de Prensa y Propaganda de FET y de las JONS. Fue también consejero nacional del Movimiento y procurador de las Cortes franquistas.

## Biografía
Nació en Comillas, provincia de Santander, el 31 de agosto de 1904. Militar del Cuerpo de Ingenieros y vieja guardia, al haber militado en la Comunión Tradicionalista antes del Alzamiento Nacional. Fue integrante de la columna Yagüe desde el comienzo de la guerra civil; combatió también en el frente del Norte y en la Batalla del Ebro dentro de las filas del bando franquista. Igualmente, fue profesor de la Academia de Alféreces Provisionales de Ingenieros creada en septiembre de 1936 en Burgos, en la zona sublevada. Hacia el final del conflicto, en febrero de 1939, se convirtió en el primer gobernador civil del autodenominado Nuevo Estado franquista en la provincia de Gerona. Ostentó posteriormente las gobernaciones civiles de las provincias de Navarra (1939), Jaén (1940) y Barcelona (1940-1945). Llegó a trabajar también como comisario general de información en la Dirección General de Seguridad controlada por el conde de Mayalde, cargo para el que fue nombrado en octubre de 1939.
Durante su mandato entre 1940 y 1945 como gobernador civil y jefe provincial de FET y de las JONS en la provincia de Barcelona, trató de mantener un equilibrio entre las diferentes tendencias dentro del partido único adscribiéndose al lema «unidad y disciplina». El alcalde de Sabadell José María Marcet Coll gozó de la complicidad de Veglison. En junio de 1941, en el segundo Consejo Sindical del Sindicato Vertical celebrado en Madrid, ofreció un discurso radical criticando a los latifundios como una evidente injusticia social y abogando por intervencionismo estatal. Admirador del fascismo y del nazismo, su cese en agosto de 1945 dio lugar a una manifestación de protesta de 2000 personas organizada por el Frente de Juventudes, disuelta por la policía.
Para contrarrestar la pretensión a la Corona de Juan de Borbón y Battenberg, financió hasta 1945 el alojamiento lujoso en Barcelona de Carlos Pío de Habsburgo-Borbón, líder del sector carloctavista del carlismo, que colaboraba con el régimen y estuvo enfrentado durante la postguerra con la fracción falcondista.
Consejero nacional del Movimiento, fue procurador en las Cortes franquistas desde 1943 hasta su fallecimiento. Desempeñaría entre 1956 y 1957 el cargo de delegado nacional de Prensa y Propaganda del Movimiento; fue sustituido por Jesús Fueyo Álvarez. También fue presidente de la Agrupación Sindical Nacional de Apartamentos del Sindicato de
Hostelería y Actividades Turísticas.
Correa Veglison, que heredó el título nobiliario de marqués de las Riveras del Bocono y del Masparro en 1964, falleció en la tarde del 26 de septiembre de 1971 en la clínica de Puerta de Hierro de Madrid.

## Reconocimientos
- Medalla de Oro del Mérito Social Penitenciario (1945)[22]
- Gran Cruz de la Orden Civil del Mérito Agrícola (1947)[23]